# Twrp

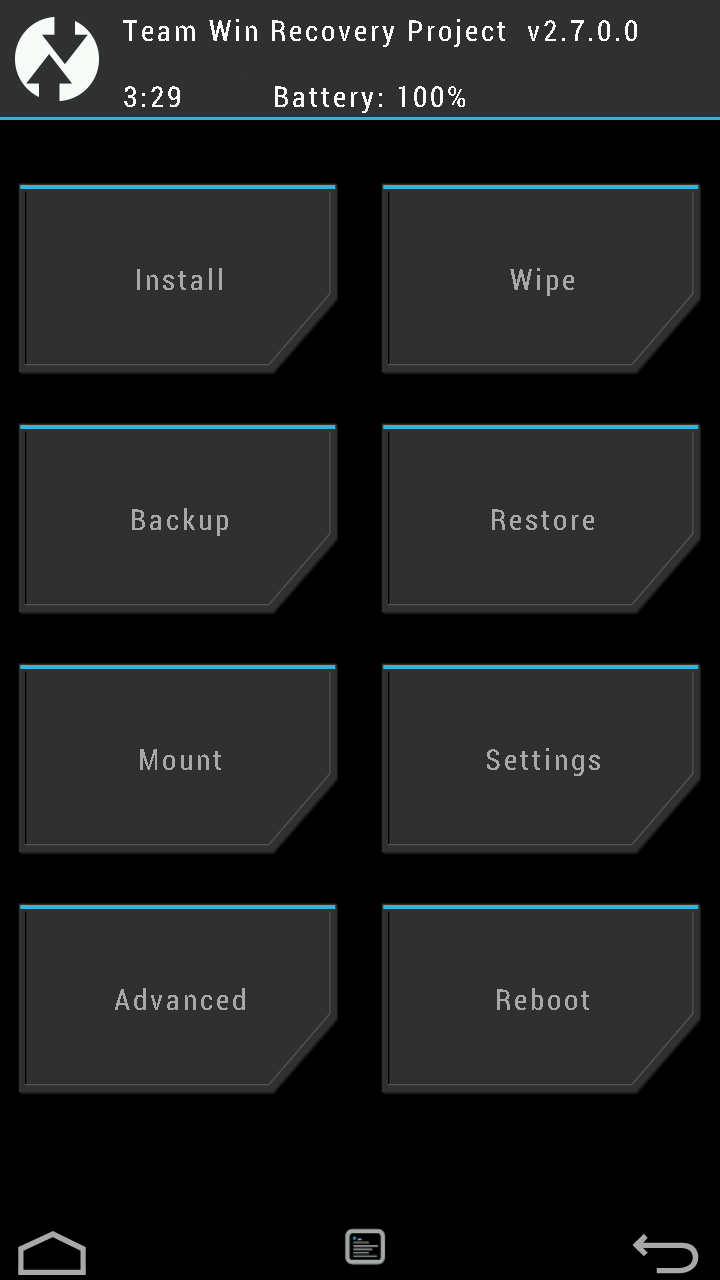
Interface de TWRP v2.7.0.0

TWRP, pour TeamWin Recovery Project, est un système de récupération logicielle (en anglais Recovery, ou Factory Reset), conçu comme alternative aux systèmes de récupération logiciels des fabricants d'appareils mobiles traditionnels. En quelques sortes, il s'agit d'un logiciel se substituant à celui servant à réinitialiser un mobile (en anglais Recovery, ou Factory Reset), avec davantage de fonctionnalités. La différence majeure avec TWRP, est qu'il permet une multitude d'opérations générales ou spécifiques supplémentaires, à contrario du logiciel original du fabricant, servant très généralement à uniquement réinitialiser l'appareil  (en anglais Recovery, ou Factory Reset) à son état de sortie d'usine.

## Installation et utilisation
Il faut en premier lieu que l'appareil concerné soit compatible TWRP, c'est-à-dire que soit l'équipe développant TWRP, l'ait adapté à l'appareil, soit qu'une personne tierce (passionné, ingénieur, etc..) l'ait fait de son côté. Tous les appareils des fabricants d'appareils mobiles, téléphones comme tablettes, ne permettent pas la compatibilité, notamment en fonction de la puce électronique (chipset) du dit appareil (exemple: Renesas).
Si une image logicielle (.img, .tar, .bin) de TWRP a été réalisée pour un modèle spécifique, alors il faudra démarrer le téléphone en mode Download, pour ensuite "injecter" l'image sur celui-ci, en le connectant par câble USB, avec un logiciel comme Odin (pour Windows) ou Heimdall (pour unix, linux..).

## Fonctionnalités et principe
TWRP peut être utilisé dans différentes situations :
- pour réinitialiser un téléphone type Android, en formatant (procédure d'effacement) la partition "data", aussi connue comme "/sdcard/", contenant les données de l'utilisateur ; cette procédure est souvent utilisée en cas d'oubli du code de verrouillage, ou de bug logiciel empêchant le système Android de démarrer correctement, car cela permet de tout effacer et de retrouver un système comme neuf.
- pour rooter le téléphone, c'est-à-dire lui permettre d'effectuer des opérations que l'Android fourni par le fabricant ne propose pas
- de changer le système d'exploitation, par un système tiers : par exemple, CyanogenMod (devenu LineageOS), GrapheneOS, eelo[6], et de nombreux autres. Ce changement du système d'exploitation d'origine (appelé Stock ROM), permet souvent différents avantages : moins de logiciels de traçage numérique, suppression de surcouche logicielle (google ou opérateur), version d'Android plus récente que la dernière proposée par le fabricant, etc...
- de sauvegarder les données de l'appareil en cas d'impossibilité d'y accéder par le système installé
- d'effectuer des opérations complémentaires, de manière indépendante : formatage de partitions, sauvegarde et restauration, montage de partitions via USB, etc.. Un émulateur de terminal linux, et un gestionnaire de fichiers, sont également disponibles.
- installer des logiciels complémentaires, comme les modules Micro-G ou Opengapps, nécessaires à une ROM alternative pour permettre la compatibilité avec les applications exigeant les services Google. Une ROM LineageOS "nue" (ou "pure") ne comportera aucun composant Google Services par défaut, et de fait, sera bien plus rapide, légère, mais incompatible avec de nombreuses applications commerciales[7].

## Root, LineageOS et dépendances applicatives à Google
TWRP est très utilisé pour rooter les appareils mobiles, ou plus généralement installer LineageOS ou d'autres ROM alternatives, bien qu'il soit largement possible d'installer avec TWRP des systèmes tierces indépendants d'Android, comme Manjaro Linux, Postmarketos, SailfishOS, Ubuntu Touch, etc..
En complétant une ROM alternative avec les Google Services, il est possible de retrouver un appareil avec une version plus à jour d'Android, réalisée par des passionnés, et compatible avec les applications de dernière génération. Cependant, un certain public ne souhaitant pas des applications Google, se voit souvent contraint par différentes applications (service public, applications commerciales), à ne pouvoir les utiliser de manière fonctionnelle en l'absence de services Google.